# Comics Forum
Comics Forum, també coneguda com a Ediciones Forum, va ser un segell editorial de Planeta de Agostini, que va publicar a Espanya principalment material procedent de l'editorial nord-americana Marvel Comics, però també d'Eclipse Comics i de producció pròpia, des de gener de 1983 fins a desembre de 2004. Els seus directors editorials van ser Antonio Martín Martínez (1982-2000) i Jesús Manuel Pece (2000-2004).
Va destacar per la qualitat de les seves publicacions, que respectaven en termes generals les característiques de l'edició original, encara que al principi solien partir els episodis originals d'un nombre a un altre espanyol en publicar episodi i mig original i complements i publicava en un paper de dimensions lleugerament superior a les originals. Va fomentar la relació amb els seus compradors a través de la secció del correu del lector i d'articles variats. El material importat també es completava en ocasions amb historietes paródicas d'autors espanyols com Superioribus de Jan i Fan Letal/Fan con Nata de Cels Piñol.

## Trajectòria
El segell es va estrenar el 1982 amb títols de Conan el Bàrbar com Super Conan i La Espada Salvaje de Conan i va continuar el 1983 amb Conan el Bárbaro, La Masa, Spiderman i Los 4 Fantásticos, Los Vengadores, Thor i Daredevil.
Al principi va compartir els drets de Marvel amb Ediciones Surco fins a la desaparició de la mateixa el 1985, moment a partir del Forum ja va poder disposar de Capità Amèrica, Iron Man i La Patrulla X, la resta de sèries principals Marvel que li quedaven, les quals va començar a publicar en aquell mateix any.
Des de llavors, va editar Marvel en exclusiva, competint al mercat del comic-book de superherois amb Ediciones Zinco, que posseïa els drets de DC Comics.
Per aquella època les sèries Marvel secundàries més interessants les utilitzava de complement de les principals, així com les sèries principals que anaven tancant per falta de vendes, partint també els episodis originals.
Posteriorment va canviar la forma d'editar acabant per publicar episodi americà per episodi espanyol en la major part de les col·leccions que publicava en format de grapa, semblant-se a l'original d'una forma mai vista fins llavors, fins i tot reduint la mida per assemblar-se al format americà. Ocasionalment incloïa dos números en una grapa quan calia apropar-se a l'edició original per compensar èpoques en que als Estats Units s'havien publicat més d'un número al mes.
Amb el temps l'estructura es va fer més complicada i editava còmics directament sota el segell de Planeta DeAgostini però fet pels mateixos treballadors de Forum com recordava el traductor, articulista i encarregat del correu Francisco Pérez Navarro a una entrevista. D'aquesta forma es va publicar la Línea Laberinto dedicada a nous còmics d'autors espanyols o comics de l'editorial CrossGen, així com a reedicions de còmics de Marvel en format de coleccionable.
El 2004, Panini, posseïdora dels drets de Marvel per tot Europa, no li va renovar l'acord passant a publicar ells mateixos els còmics Marvel a Espanya a partir de gener de 2005.
Actualment, l'editorial de còmics s'ha incorporat a la divisió de segells del Grup Planeta, sota el nom de Planeta Còmic, tancant la seva etapa DeAgostini.